# Xanthorhoe corculata
Xanthorhoe corculata là một loài bướm đêm trong họ Geometridae.